# Vlaanderen Fietsroute
De Vlaanderen Fietsroute was tot 2021 een bewegwijzerde fietsroute van ongeveer 800 km die grofweg rond heel Vlaanderen reed. De route is in 2021 opgevolgd door de LF Vlaanderenroute. 
De Vlaanderen Fietsroute bestond uit vier reeds bestaande trajecten van landelijke fietsroutes en voerde je langs enkele bekende toeristische trekpleisters in Vlaanderen zoals Gent, Leuven, Damme en Brugge en langs enkele van de mooiste stukjes van Vlaanderen, zoals het Zoniënwoud, het Meerdaalwoud, de Scheldeboorden en het Kluisbos.
De Vlaanderen Fietsroute was ongetwijfeld de bekendste LF-route in België. Deze 820 km lange lus liep door gans Vlaanderen en was samengesteld uit vier LF-routes: LF5 van Brugge tot Thorn, LF7 van Thorn tot Kanne, LF6 van Kanne tot Diksmuide en LF1 van Diksmuide tot Brugge.
De helee route was in beide richtingen bewegwijzerd met rechthoekige bordjes van Toerisme Vlaanderen. De Vlaanderen Fietsroute werd van noord naar zuid doorsneden door vier dwarsroutes: de LF2, LF30, LF35 en LF38, hierdoor ontstaan kleinere lussen die afzonderlijk kunnen gefietst worden.
De fietsroute voerde over bekende hellingen in de Vlaamse Ardennen, als de Kluisberg, Hoogberg-Hotond/Hotondberg en de Bosberg. Daarnaast ging ze over minder bekende hellingen als Heide en Rovorst.
Ook ging ze over de Letteberg (naast de bekende Kemmelberg) en de Baneberg (tussen de Rodeberg en de Zwarteberg) in het Heuvelland.
Sinds 2021 werd de Vlaanderen Fietsroute stopgezet en vervangen door de 952 kilometer lange in twee richtingen bewegwijzerde icoonroute LF Vlaanderenroute.